# Méregtelenítés
A méregtelenítés vagy salaktalanítás az alternatív gyógyászatban használt fogalom: olyan tudományosan meg nem alapozott kezelések gyűjtőneve, amelyek arra irányulnak, hogy a szervezetben „felgyülemlett, lerakódott” „mérgeket, felesleges anyagokat” eltávolítsák, illetve a természetes eltávolító mechanizmusokat serkentsék. A kezelések leggyakoribb formája a diéta, a böjt és a beöntés, de ide sorolható a fogtömések eltávolítása vagy a kelátterápia a hagyományos orvoslás által nem javasolt esetekre is.

## Kritikák
A brit Sense About Science nevű szervezet a méregtelenítést úgy minősítette, mint „kidobott idő és pénz”; sok kutatónak az a véleménye, hogy az effajta kezelések, diéták hatásosságára nincs bizonyíték. Az, hogy konkrétan milyen „mérgek”-et kell eltávolítani, többnyire nincs meghatározva, és rendszerint arra sincs bizonyíték, hogy a páciensben bármiféle mérgező anyag felgyülemlett volna.